# Christoff Cliff
Christoff Cliff är en kulle i Antarktis. Den ligger i Sydshetlandsöarna. Argentina, Chile och Storbritannien gör anspråk på området. Toppen på Christoff Cliff är 43 meter över havet.
Terrängen runt Christoff Cliff är varierad. Havet är nära Christoff Cliff åt sydost. Trakten är glest befolkad. Närmaste befolkade plats är St. Kliment Ohridski Base, 16,6 kilometer väster om Christoff Cliff. 